# Puccinellia lenensis
Misslyckades att serialisera data.
Puccinellia lenensis är en gräsart som först beskrevs av Holmb., och fick sitt nu gällande namn av Nikolai Nikolaievich Tzvelev. Puccinellia lenensis ingår i släktet saltgrässläktet, och familjen gräs. Inga underarter finns listade i Catalogue of Life.